# Rut Johansson
Rut Anna Elisabet Johansson, född 13 februari 1914 i Värnamo, död 1 januari 1998 i Engelbrekts församling, Stockholm, var en svensk barn- och ungdomspsykiater.
Johansson blev medicine licentiat vid Karolinska institutet i Stockholm 1948, innehade olika läkarförordnanden i pediatrik, psykiatri, samt barn- och ungdomspsykiatri 1948–55, var WHO-stipendiat i London 1952, läkare vid Ericastiftelsens läkepedagogiska institut 1955–58, Stockholms stads psykiska barna- och ungdomsvård 1958–66 samt överläkare vid ungdomskliniken på Långbro sjukhus 1966–80. Hon var föredragande läkare i barn- och ungdomspsykiatri vid Socialstyrelsen 1973–85.